# 2013-as Formula–1 kanadai nagydíj
A kanadai nagydíj volt a 2013-as Formula–1 világbajnokság hetedik versenye, amelyet 2013. június 7. és június 9. között rendeztek meg a montréali Circuit Gilles Villeneuve-ön.

## Szabadedzések

### Első szabadedzés
A kanadai nagydíj első szabadedzését június 7-én, pénteken délelőtt tartották.
| helyezés | versenyző           | csapat/motor         | elért idő | különbség | futott kör |
| -------- | ------------------- | -------------------- | --------- | --------- | ---------- |
| 1        | Paul di Resta       | Force India-Mercedes | 1:21,020  | -         | 10         |
| 2        | Jenson Button       | McLaren-Mercedes     | 1:21,180  | +0,088    | 20         |
| 3        | Romain Grosjean     | Lotus-Renault        | 1:21,258  | +0,238    | 21         |
| 4        | Fernando Alonso     | Ferrari              | 1:21,308  | +0,288    | 16         |
| 5        | Kimi Räikkönen      | Lotus-Renault        | 1:21,608  | +0,588    | 22         |
| 6        | Daniel Ricciardo    | Toro Rosso-Ferrari   | 1:22,068  | +1,048    | 18         |
| 7        | Nico Rosberg        | Mercedes             | 1:22,402  | +1,382    | 22         |
| 8        | Sergio Pérez        | McLaren-Mercedes     | 1:22,587  | +1,567    | 17         |
| 9        | Sebastian Vettel    | Red Bull-Renault     | 1:23,047  | +2,027    | 26         |
| 10       | Mark Webber         | Red Bull-Renault     | 1:23,131  | +2,111    | 16         |
| 11       | Felipe Massa        | Ferrari              | 1:23,341  | +2,321    | 13         |
| 12       | Valtteri Bottas     | Williams-Renault     | 1:23,352  | +2,332    | 17         |
| 13       | Jean-Éric Vergne    | Toro Rosso-Ferrari   | 1:23,386  | +2,366    | 19         |
| 14       | Adrian Sutil        | Force India-Mercedes | 1:23,417  | +2,397    | 19         |
| 15       | Esteban Gutiérrez   | Sauber-Ferrari       | 1:23,957  | +2,937    | 33         |
| 16       | Lewis Hamilton      | Mercedes             | 1:25,054  | +4,034    | 21         |
| 17       | Nico Hülkenberg     | Sauber-Ferrari       | 1:25,354  | +4,334    | 22         |
| 18       | Giedo van der Garde | Caterham-Renault     | 1:25,753  | +4,733    | 21         |
| 19       | Max Chilton         | Marussia-Cosworth    | 1:25,821  | +4,801    | 19         |
| 20       | Alexander Rossi     | Caterham-Renault     | 1:27,143  | +6,123    | 20         |
| 21       | Pastor Maldonado    | Williams-Renault     | 1:27,522  | +6,502    | 11         |
| 22       | Jules Bianchi       | Marussia-Cosworth    | 1:29,306  | +8,286    | 8          |

### Második szabadedzés
A kanadai nagydíj második szabadedzését június 7-én, pénteken délután tartották.
| helyezés | versenyző           | csapat/motor         | elért idő | különbség | futott kör |
| -------- | ------------------- | -------------------- | --------- | --------- | ---------- |
| 1        | Fernando Alonso     | Ferrari              | 1:14,818  | -         | 48         |
| 2        | Lewis Hamilton      | Mercedes             | 1:14,830  | +0,012    | 45         |
| 3        | Romain Grosjean     | Lotus-Renault        | 1:15,083  | +0,265    | 40         |
| 4        | Mark Webber         | Red Bull-Renault     | 1:15,212  | +0,394    | 46         |
| 5        | Nico Rosberg        | Mercedes             | 1:15,249  | +0,431    | 46         |
| 6        | Felipe Massa        | Ferrari              | 1:15,254  | +0,436    | 43         |
| 7        | Sebastian Vettel    | Red Bull-Renault     | 1:15,280  | +0,462    | 41         |
| 8        | Adrian Sutil        | Force India-Mercedes | 1:15,396  | +0,578    | 43         |
| 9        | Jenson Button       | McLaren-Mercedes     | 1:15,422  | +0,604    | 29         |
| 10       | Daniel Ricciardo    | Toro Rosso-Ferrari   | 1:15,566  | +0,748    | 38         |
| 11       | Kimi Räikkönen      | Lotus-Renault        | 1:15,599  | +0,781    | 35         |
| 12       | Sergio Pérez        | McLaren-Mercedes     | 1:15,661  | +0,843    | 39         |
| 13       | Paul di Resta       | Force India-Mercedes | 1:15,855  | +1,037    | 22         |
| 14       | Pastor Maldonado    | Williams-Renault     | 1:16,319  | +1,501    | 46         |
| 15       | Jean-Éric Vergne    | Toro Rosso-Ferrari   | 1:16,351  | +1,533    | 38         |
| 16       | Valtteri Bottas     | Williams-Renault     | 1:16,374  | +1,556    | 40         |
| 17       | Esteban Gutiérrez   | Sauber-Ferrari       | 1:16,475  | +1,657    | 45         |
| 18       | Nico Hülkenberg     | Sauber-Ferrari       | 1:16,929  | +2,111    | 35         |
| 19       | Jules Bianchi       | Marussia-Cosworth    | 1:17,070  | +2,252    | 41         |
| 20       | Charles Pic         | Caterham-Renault     | 1:17,236  | +2,418    | 35         |
| 21       | Max Chilton         | Marussia-Cosworth    | 1:17,888  | +3,070    | 45         |
| 22       | Giedo van der Garde | Caterham-Renault     | 1:18,392  | +3,574    | 39         |

### Harmadik szabadedzés
A kanadai nagydíj harmadik szabadedzését június 8-án, szombaton délelőtt tartották.
| helyezés | versenyző           | csapat/motor         | elért idő | különbség | futott kör |
| -------- | ------------------- | -------------------- | --------- | --------- | ---------- |
| 1        | Mark Webber         | Red Bull-Renault     | 1:17,895  | -         | 7          |
| 2        | Adrian Sutil        | Force India-Mercedes | 1:18,248  | +0,353    | 8          |
| 3        | Lewis Hamilton      | Mercedes             | 1:18,732  | +0,837    | 7          |
| 4        | Fernando Alonso     | Ferrari              | 1:18,977  | +1,082    | 10         |
| 5        | Sebastian Vettel    | Red Bull-Renault     | 1:19,131  | +1,236    | 6          |
| 6        | Nico Rosberg        | Mercedes             | 1:19,457  | +1,562    | 7          |
| 7        | Paul di Resta       | Force India-Mercedes | 1:19,496  | +1,601    | 6          |
| 8        | Felipe Massa        | Ferrari              | 1:19,750  | +1,855    | 9          |
| 9        | Jenson Button       | McLaren-Mercedes     | 1:19,790  | +1,895    | 9          |
| 10       | Kimi Räikkönen      | Lotus-Renault        | 1:20,316  | +2,421    | 8          |
| 11       | Romain Grosjean     | Lotus-Renault        | 1:20,596  | +2,701    | 9          |
| 12       | Pastor Maldonado    | Williams-Renault     | 1:21,035  | +3,140    | 12         |
| 13       | Daniel Ricciardo    | Toro Rosso-Ferrari   | 1:21,364  | +3,469    | 7          |
| 14       | Max Chilton         | Marussia-Cosworth    | 1:21,652  | +3,757    | 9          |
| 15       | Nico Hülkenberg     | Sauber-Ferrari       | 1:22,021  | +4,126    | 14         |
| 16       | Esteban Gutiérrez   | Sauber-Ferrari       | 1:22,720  | +4,825    | 15         |
| 17       | Jean-Éric Vergne    | Toro Rosso-Ferrari   | 1:23,058  | +5,163    | 7          |
| 18       | Giedo van der Garde | Caterham-Renault     | 1:23,132  | +5,237    | 14         |
| 19       | Sergio Pérez        | McLaren-Mercedes     | 1:23,309  | +5,414    | 6          |
| 20       | Charles Pic         | Caterham-Renault     | 1:23,620  | +5,725    | 12         |
| 21       | Valtteri Bottas     | Williams-Renault     | 1:24,314  | +6,419    | 12         |
| 22       | Jules Bianchi       | Marussia-Cosworth    | 1:26,195  | +8,300    | 9          |

## Időmérő edzés
A kanadai nagydíj időmérő edzését június 8-án, szombaton tartották.
| helyezés              | rajtszám | versenyző           | csapat/motor         | 1. rész  | 2. rész  | 3. rész  | rajthely |
| --------------------- | -------- | ------------------- | -------------------- | -------- | -------- | -------- | -------- |
| 1                     | 1        | Sebastian Vettel    | Red Bull-Renault     | 1:22,318 | 1:28,166 | 1:25,425 | 1        |
| 2                     | 10       | Lewis Hamilton      | Mercedes             | 1:23,801 | 1:27,649 | 1:25,512 | 2        |
| 3                     | 17       | Valtteri Bottas     | Williams-Renault     | 1:23,446 | 1:28,419 | 1:25,897 | 3        |
| 4                     | 9        | Nico Rosberg        | Mercedes             | 1:23,840 | 1:28,420 | 1:26,008 | 4        |
| 5                     | 2        | Mark Webber         | Red Bull-Renault     | 1:23,247 | 1:28,145 | 1:26,208 | 5        |
| 6                     | 3        | Fernando Alonso     | Ferrari              | 1:23,224 | 1:28,788 | 1:26,504 | 6        |
| 7                     | 18       | Jean-Éric Vergne    | Toro Rosso-Ferrari   | 1:24,159 | 1:28,527 | 1:26,543 | 7        |
| 8                     | 15       | Adrian Sutil        | Force India-Mercedes | 1:24,551 | 1:28,799 | 1:27,348 | 8        |
| 9                     | 7        | Kimi Räikkönen      | Lotus-Renault        | 1:24,451 | 1:28,667 | 1:27,432 | 10[1]    |
| 10                    | 19       | Daniel Ricciardo    | Toro Rosso-Ferrari   | 1:24,770 | 1:29,359 | 1:27,946 | 11[1]    |
| 11                    | 11       | Nico Hülkenberg     | Sauber-Ferrari       | 1:23,899 | 1:29,435 |          | 9        |
| 12                    | 6        | Sergio Pérez        | McLaren-Mercedes     | 1:24,176 | 1:29,761 |          | 12       |
| 13                    | 16       | Pastor Maldonado    | Williams-Renault     | 1:24,776 | 1:29,917 |          | 13       |
| 14                    | 5        | Jenson Button       | McLaren-Mercedes     | 1:24,021 | 1:30,068 |          | 14       |
| 15                    | 12       | Esteban Gutiérrez   | Sauber-Ferrari       | 1:24,408 | 1:30,315 |          | 15       |
| 16                    | 4        | Felipe Massa        | Ferrari              | 1:23,735 | 1:30,354 |          | 16       |
| 17                    | 14       | Paul di Resta       | Force India-Mercedes | 1:24,908 |          |          | 17       |
| 18                    | 20       | Charles Pic         | Caterham-Renault     | 1:25,626 |          |          | 18       |
| 19                    | 8        | Romain Grosjean     | Lotus-Renault        | 1:25,716 |          |          | 22[2]    |
| 20                    | 22       | Jules Bianchi       | Marussia-Cosworth    | 1:26,508 |          |          | 19       |
| 21                    | 23       | Max Chilton         | Marussia-Cosworth    | 1:27,062 |          |          | 20       |
| 22                    | 21       | Giedo van der Garde | Caterham-Renault     | 1:27,110 |          |          | 21       |
| 107%-os idő: 1:28,080 |          |                     |                      |          |          |          |          |

Megjegyzés
- ↑ 1:  Kimi Räikkönen és Daniel Ricciardo 2 helyes rajtbüntetést kaptak, mert nem megfelelő helyen sorakoztak fel a bokszutcában az időmérő második szakaszának folytatása előtt.[1]
- ↑ 2:  Romain Grosjean 10 helyes rajtbüntetést kapott az előző versenyen okozott elkerülhető balesetért.

## Futam
A kanadai nagydíj futama június 9-én, vasárnap rajtolt.
| helyezés | rajtszám | versenyző           | csapat/motor         | futott kör | idő/kiesés oka    | rajthely | pont |
| -------- | -------- | ------------------- | -------------------- | ---------- | ----------------- | -------- | ---- |
| 1        | 1        | Sebastian Vettel    | Red Bull–Renault     | 70         | 1:32:09,143       | 1        | 25   |
| 2        | 3        | Fernando Alonso     | Ferrari              | 70         | +14,408           | 6        | 18   |
| 3        | 10       | Lewis Hamilton      | Mercedes             | 70         | +15,942           | 2        | 15   |
| 4        | 2        | Mark Webber         | Red Bull–Renault     | 70         | +25,731           | 5        | 12   |
| 5        | 9        | Nico Rosberg        | Mercedes             | 70         | +1:09,725         | 4        | 10   |
| 6        | 18       | Jean-Éric Vergne    | Toro Rosso–Ferrari   | 69         | +1 kör            | 7        | 8    |
| 7        | 14       | Paul di Resta       | Force India–Mercedes | 69         | +1 kör            | 17       | 6    |
| 8        | 4        | Felipe Massa        | Ferrari              | 69         | +1 kör            | 16       | 4    |
| 9        | 7        | Kimi Räikkönen      | Lotus–Renault        | 69         | +1 kör            | 10       | 2    |
| 10       | 15       | Adrian Sutil        | Force India–Mercedes | 69         | +1 kör            | 8        | 1    |
| 11       | 6        | Sergio Pérez        | McLaren–Mercedes     | 69         | +1 kör            | 12       |      |
| 12       | 5        | Jenson Button       | McLaren–Mercedes     | 69         | +1 kör            | 14       |      |
| 13       | 8        | Romain Grosjean     | Lotus–Renault        | 69         | +1 kör            | 22       |      |
| 14       | 17       | Valtteri Bottas     | Williams–Renault     | 69         | +1 kör            | 3        |      |
| 15       | 19       | Daniel Ricciardo    | Toro Rosso–Ferrari   | 68         | +2 kör            | 11       |      |
| 16       | 16       | Pastor Maldonado    | Williams–Renault     | 68         | +2 kör            | 13       |      |
| 17       | 22       | Jules Bianchi       | Marussia–Cosworth    | 68         | +2 kör            | 19       |      |
| 18       | 20       | Charles Pic         | Caterham–Renault     | 67         | +3 kör            | 18       |      |
| 19       | 23       | Max Chilton         | Marussia–Cosworth    | 67         | +3 kör            | 20       |      |
| 20       | 12       | Esteban Gutiérrez   | Suaber–Ferrari       | 63         | + 7 kör (baleset) | 15       |      |
| ki       | 11       | Nico Hülkenberg     | Suaber–Ferrari       | 45         | baleseti sérülés  | 9        |      |
| ki       | 21       | Giedo van der Garde | Caterham–Renault     | 43         | baleseti sérülés  | 21       |      |

A futam végén tragikus baleset történt: Esteban Gutiérrez Sauberjének mentése során egy daruskocsi halálra gázolt egy rádiójáért lehajoló 38 éves sportbírót, Mark Robinsont.

## A világbajnokság állása a verseny után
| H   | Versenyzők       | Pont | H   | Konstruktőrök        | Pont |
| --- | ---------------- | ---- | --- | -------------------- | ---- |
| 1.  | Sebastian Vettel | 132  | 1.  | Red Bull-Renault     | 201  |
| 2.  | Fernando Alonso  | 96   | 2.  | Ferrari              | 145  |
| 3.  | Kimi Räikkönen   | 88   | 3.  | Mercedes             | 134  |
| 4.  | Lewis Hamilton   | 77   | 4.  | Lotus-Renault        | 114  |
| 5.  | Mark Webber      | 69   | 5.  | Force India-Mercedes | 51   |
| 6.  | Nico Rosberg     | 57   | 6.  | McLaren-Mercedes     | 37   |
| 7.  | Felipe Massa     | 49   | 7.  | Toro Rosso-Ferrari   | 20   |
| 8.  | Paul di Resta    | 34   | 8.  | Sauber-Ferrari       | 5    |
| 9.  | Romain Grosjean  | 26   | 9.  | Williams-Renault     | 0    |
| 10. | Jenson Button    | 25   | 10. | Marussia-Cosworth    | 0    |

(A teljes táblázat)

## Statisztikák
- Vezető helyen:
  - Sebastian Vettel : 67 kör (1-15 / 19-70)
  - Lewis Hamilton : 3 kör (16-18)
- Sebastian Vettel 29. győzelme, 39. pole-pozíciója.
- A Red Bull 37. győzelme.
- Mark Webber 15. leggyorsabb köre.
- Sebastian Vettel 51., Fernando Alonso 90., Lewis Hamilton 52. dobogós helyezése.
- A Force India 100. nagydíja.
- Jenson Button lett a 3. legtöbb kört megtett pilóta.